# Zbigniew Konwiński
Zbigniew Marek Konwiński (ur. 24 marca 1974 w Słupsku) – polski polityk, samorządowiec i menedżer, poseł na Sejm VI, VII, VIII, IX i X kadencji, od 2023 przewodniczący Klubu Parlamentarnego Koalicji Obywatelskiej.

## Życiorys
Ukończył studia historyczne w Wyższej Szkole Pedagogicznej w Słupsku (1999). W latach 1999–2002 był dyrektorem słupskiego oddziału Ruch S.A. Od 2002 pracował w „Dzienniku Bałtyckim”, od 2005 był przewodniczącym Rady Nadzorczej Pomorskiej Agencji Rozwoju Regionalnego i kierownikiem biura poselskiego PO w Słupsku. Następnie został zastępcą dyrektora Wojewódzkiego Ośrodka Ruchu Drogowego.
Od 1992 do 1998 był członkiem KPN, następnie Ruchu Społecznego AWS. Z listy AWS bezskutecznie kandydował do Sejmu w wyborach parlamentarnych w 1997. W latach 1998–2002 zasiadał w radzie miejskiej Słupska. W wyborach w 2005 bez powodzenia startował do Sejmu z listy PO. W 2006 bezskutecznie ubiegał się o funkcję prezydenta Słupska, uzyskując drugi rezultat w wyborach z wynikiem 21,4%. Uzyskał jednocześnie po raz drugi mandat radnego, obejmując stanowisko przewodniczącego rady miejskiej.
Należy do Platformy Obywatelskiej, z ramienia której w wyborach parlamentarnych w 2007 uzyskał mandat poselski. Kandydując w okręgu gdyńsko-słupskim, otrzymał 19 553 głosy.
W 2010 po raz kolejny bezskutecznie ubiegał się o funkcję prezydenta Słupska, uzyskując trzeci rezultat w wyborach (18,8%). W wyborach parlamentarnych w 2011 uzyskał reelekcję, dostał 18 548 głosów. W 2014 ponownie ubiegał się o prezydenturę w Słupsku, przegrywając w drugiej turze z Robertem Biedroniem.
W 2015 został natomiast wybrany do Sejmu na kolejną kadencję, otrzymując 10 783 głosy. W 2018 został członkiem komisji śledczej ds. wyłudzeń VAT. W wyborach w 2019 z powodzeniem ubiegał się o poselską reelekcję z ramienia Koalicji Obywatelskiej, otrzymując 13 286 głosów. W wyborach w 2023 uzyskał mandat na kolejną kadencję z wynikiem 15 538 głosów. Objął funkcję przewodniczącego Komisji Łączności z Polakami za Granicą. 19 grudnia 2023 zastąpił Borysa Budkę na funkcji przewodniczącego Klubu Parlamentarnego KO.

## Wyniki w wyborach ogólnopolskich
| Wybory | Komitet wyborczy   | Komitet wyborczy           | Organ             | Okręg | Wynik          |
| ------ | ------------------ | -------------------------- | ----------------- | ----- | -------------- |
| 1997   |                    | Akcja Wyborcza Solidarność | Sejm III kadencji | nr 42 | 2429 (1,99%)   |
| 2005   |                    | Platforma Obywatelska      | Sejm V kadencji   | nr 26 | 2127 (0,58%)   |
| 2007   | Sejm VI kadencji   | Platforma Obywatelska      | 19 553 (3,88%)    | nr 26 |                |
| 2011   | Sejm VII kadencji  | Platforma Obywatelska      | 18 548 (4,09%)    | nr 26 |                |
| 2015   | Sejm VIII kadencji | Platforma Obywatelska      | 10 783 (2,31%)    | nr 26 |                |
| 2019   |                    | Koalicja Obywatelska       | Sejm IX kadencji  | nr 26 | 13 286 (2,29%) |
| 2023   | Sejm X kadencji    | Koalicja Obywatelska       | 15 538 (2,28%)    | nr 26 |                |